# 163-я танковая бригада
 163-я отдельная танковая бригада  — танковая бригада Красной армии в годы Великой Отечественной войны.
Сокращённое наименование — 163 отбр.

## Боевой и численный состав
Бригада сформирована по штатам № 010/345-010/352 от 15.02.1942 г.:
- Управление бригады [штат № 010/345]
- 358-й отд. танковый батальон [штат № 010/346]
- 359-й отд. танковый батальон [штат № 010/346]
- 159-й отд. танковый батальон [штат № 010/346]
- Мотострелково-пулеметный батальон [штат № 010/347]
- Противотанковая батарея [штат № 010/348]
- Зенитная батарея [штат № 010/349]
- Рота управления [штат № 010/350]
- Рота технического обеспечения [штат № 010/351]
- Медико-санитарный взвод [штат № 010/352]

## Подчинение
Периоды вхождения в состав Действующей армии:
- с 18.07.1942 по 12.10.1942 года.

| Дата            | Фронт (округ)            | Армия              | Корпус               | Дивизия | Бригада | Примечания |
| --------------- | ------------------------ | ------------------ | -------------------- | ------- | ------- | ---------- |
| 01.04.1942 года | Московский военный округ |                    |                      |         |         |            |
| 01.05.1942 года | Московский военный округ |                    |                      |         |         |            |
| 01.06.1942 года | Московский военный округ |                    |                      |         |         |            |
| 01.07.1942 года | Московский военный округ |                    |                      |         |         |            |
| 01.08.1942 года | Сталинградский фронт     | 1-я танковая армия | 13-й танковый корпус |         |         |            |
| 01.09.1942 года | Сталинградский фронт     |                    | 22-й танковый корпус |         |         |            |
| 01.10.1942 года | Сталинградский фронт     |                    |                      |         |         |            |

## Командиры

### Командиры бригады
- Бедняков Николай Иванович, полковник, ид, 00.06.1942 - 22.07.1942 года.[1]
- Бедняков Николай Иванович, полковник, 22.07.1942 - 15.08.1942 года.
- Кузнецов Андрей Иванович, подполковник, 16.08.1942 - 12.10.1942 года.[2]

### Начальники штаба бригады
- Мохов Иван Филиппович, подполковник, 00.02.1942 - 17.08.1942 года.[3]
- Шеваренко Сергей Михайлович, майор, 17.08.1942 - 00.10.1942 года.[4]

### Заместитель командира по строевой части
- Бедняков Николай Иванович, полковник, 00.03.1942 - 00.06.1942 года.

### Начальник политотдела, заместитель командира по политической части
- Климов Лукьян Савельевич, батальонный комиссар, 20.03.1942 - 10.12.1942 года.